# 劉華森
劉華森，GBS，OBE，JP（1928年1月30日—），1988年至1995年任立法局議員。1990年至1996年任香港浸會大學校董會主席。1996年至2001年任土地發展公司管理局主席。2001年至2004年任市區重建局董事會主席。香港特別行政區第十屆及第十一屆全國人民代表大會代表選舉會議成員。

## 背景
劉華森生於香港，成長於一個小康之家。他在香港完成中小學教育，中學畢業後投身社會，1960年完成英國皇家特許管理會計師公會副學士課程，1971年完成牛津大學發展中國家管理事務課程。他自1961年加入香港政府，1966年之前在庫務司署任會計主任，1966年至1967年於庫務局任高級會計主任，後來於1967年轉到輔政司署任成本控制主任（同年正式升為高級核數官），1969年升為高級成本控制主任，1970年獲擢升為總會計主任（為當年首位接掌該職位的香港官員）。1973年至1975年，其仕途更上一層樓，獲晉升為首席助理財政司。
直至1975年，劉華森離開政府，並於1975年至1984年間出走地下鐵路公司財政總監，1984年至1986年改任新鴻基集團執行董事。1986年才自立門戶，成立為劉華森顧問有限公司。此前他於1977年成為香港會計師公會資深會員。另外，他亦是一個註冊投資顧問，為英國特許管理會計師公會資深會員。
政治上，劉華森曾活躍於香港政壇。他於1988年獲港督衛奕信委任為香港立法局議員，至1995年便卸任。同期於1990年至1996年出任香港浸會大學校董會主席。在2001年出任市區重建局董事會主席之前，他是土地發展公司管理局主席。惟出任前者公職初年，他便因利益衝突而遭到特首辦公室下令，撤查他與另一市區重建局高層麥振芳相關的土地投資事件，最終劉的任期至2004年屆滿。往後只擔任全國人民代表大會代表選舉會議成員。而他在2001年也被指向媳婦陳淑楨主理的安業植字財經有限公司批出四十六萬的印刷合約。

## 政見
1989年六四事件被鎮壓後，香港市民支援愛國民主運動聯合會成立。他認為支聯會應該為了香港的前途而解散，因為中國政府會認為這是一個反中組織。而香港人在批評中國時需要自我約束，因為香港對比中國之下只是一個很小的地方。

## 個人生活
劉華森於1958年在香港與何氏結婚，婚後育有4名子女，其中1子為印刷界名人劉文邦。